# Dolina Zielona Gąsienicowa

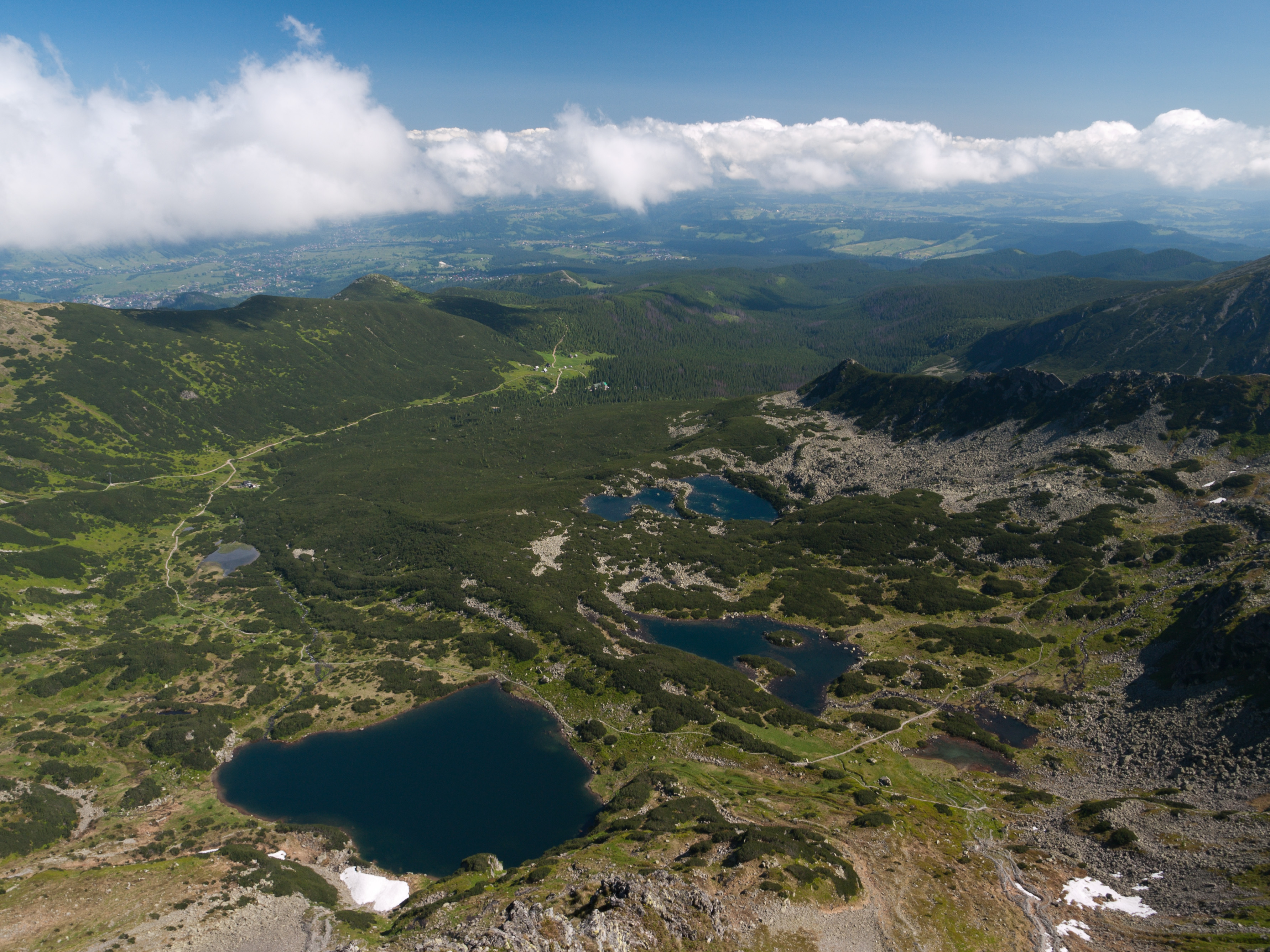
Blick vom Gipfel Skrajna Turnia

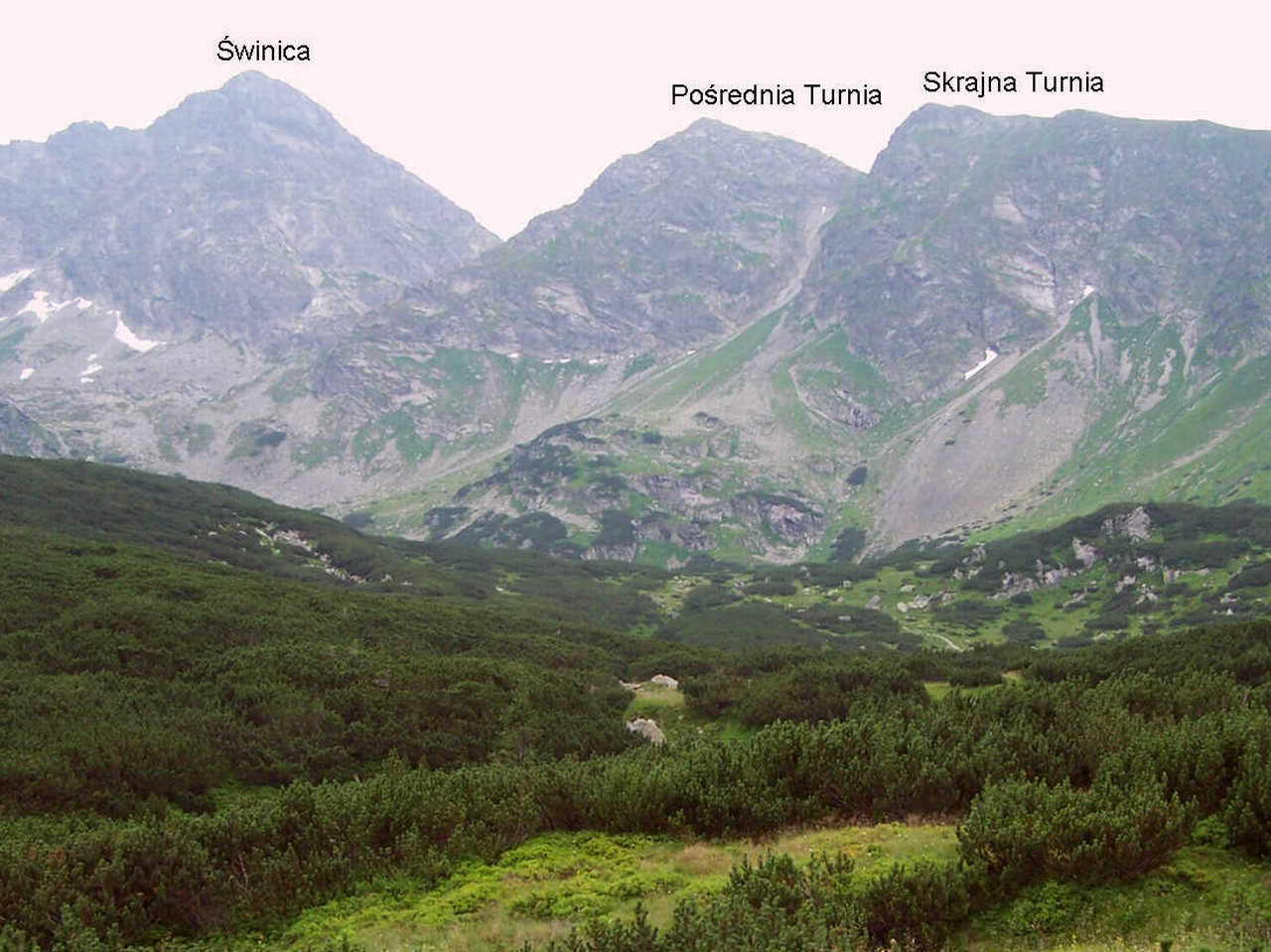
Blick auf den Hauptkamm der Tatra vom Tal

Die eiszeitlich durch Gletscher geformte Dolina Zielona Gąsienicowa ist ein Seitental des Tals Dolina Suchej Wody Gąsienicowej, konkret ihres oberen Verlaufs als Dolina Gąsienicowa, in der polnischen Hohen Tatra in der Woiwodschaft Kleinpolen. 

## Geographie
Das Tal ist rund 2 km lang und von über 2300 m hohen Bergen umgeben, u. a. Świnica, Kasprowy Wierch, Zawratowa Turnia, Mały Kościelec, Kościelec und Uhrocie Kasprowe.   
Das Tal fällt von Osten nach Westen von ca. 2300 Höhenmetern auf 1500 Höhenmeter herab. Es wird von dem Gebirgsbach Sucha Woda Gąsienicowa durchflossen. Der Bach fließt teilweise unterirdisch. Im oberen Bereich befinden sich die Hängetäler Świnicka Kotlinka, Dolina Sucha Stawiańska und Mylna Kotlinka sowie die Karkessel Zadnie Koło und Kocioł Kasprowy. 
Im Tal befinden sich 19 der 21 Gąsienica-Bergseen. Zu den größeren gehören: Zielony Staw Gąsienicowy (3,764 ha), Długi Staw Gąsienicowy (1,564 ha), Kurtkowiec (1,536 ha z wyspą), Dwoisty Staw Gąsienicowy (1,355 i 0,880 ha), Zadni Staw Gąsienicowy (0,515 ha), Litworowy Staw Gąsienicowy (0,407 ha) sowie Czerwone Stawki Gąsienicowe (0,196 i 0,138 ha); und zu den Kleineren: Dwoiśniaczek, Dwoiśniak, Jedyniak, Kotlinowy Stawek, Samotniak, Troiśniak sowie Mokra Jama.

## Etymologie
Der Name lässt sich übersetzen als „Grünes Gąsienica-Tal“. Die Gąsienic waren eine bedeutende Familie aus Zakopane in der Region Podhale am Fuße der Hohen Tatra, denen das Tal, insbesondere die Alm Hala Gąsienicowa, gehört hat. Die Bezeichnung „Grün“ kommt von der reichen Flora, die im Tal vorkommt.

## Flora und Fauna
Das Tal liegt unterhalb und oberhalb der Baumgrenze. Es ist Rückzugsgebiet für Hirsche, Bären, Luchse, Wölfe und Steinadler.

## Klima
Im Tal herrscht Hochgebirgsklima.

## Almwirtschaft
Vor der Errichtung des Tatra-Nationalparks im Jahr 1954 wurde das Tal seit dem 17. Jahrhundert für die Almwirtschaft genutzt. Danach wurden die Eigentümer der Almen enteignet bzw. zum Verkauf gezwungen.

## Tourismus
Im Tal befinden sich zahlreiche Wanderwege.
- ▬ Ein gelb markierter Wanderweg führen von der Schutzhütte Schronisko PTTK Murowaniec durch das Tal auf den Gipfel des Kasprowy Wierch.
- ▬ Ein schwarz markierter Wanderweg führt von dem Tal Roztoka Stawiańska auf den Bergpass Świnicka Przełęcz.
- ▬ Ein grün markierter Wanderweg führt von dem Tal Roztoka Stawiańska auf den Bergpass Liliowe.
- ▬ Ein blau markierter Wanderweg verbinden den * ▬ schwarz markierten Wanderweg mit dem Bergpass Karb.

Auf der Alm Hala Gąsienicowa, die an der Stelle liegt, wo das Tal mit dem Tal Dolina Gąsienicowa zusammen kommt, befindet sich die Berghütte Schronisko PTTK Murowaniec.

## Panorama

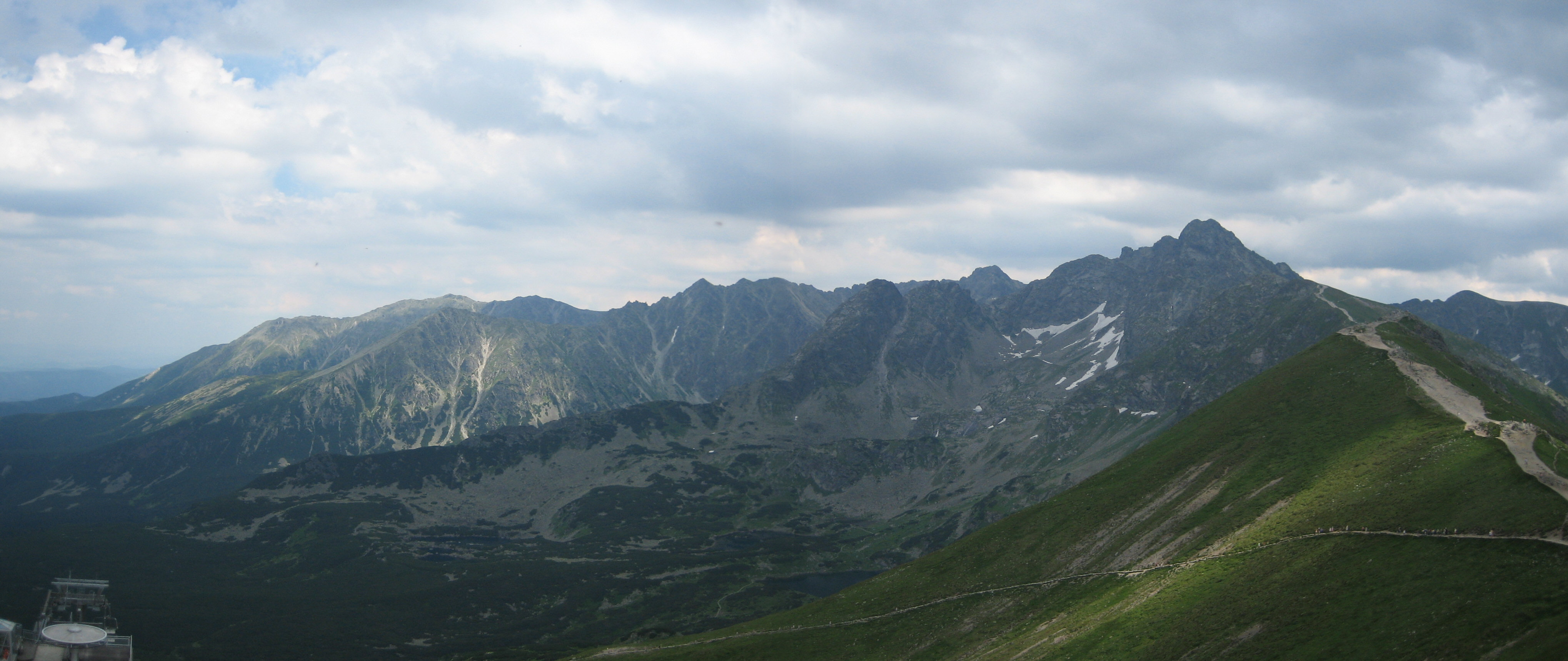
Panorama des Tals vom Gipfel des Kasprowy Wierch